# Кудо (озеро, Глубоковская волость)
Кудо или Кудо-Воскресенское — озеро в Глубоковской волости Опочецкого района Псковской области.
Площадь — 1,3 км² (134,0 га, с островами — 137,0 га). Максимальная глубина — 15,0 м, средняя глубина — 3,0 м. Площадь водосборного бассейна — 18,7 км².
На берегу озера расположена деревня Бабкино.
Проточное. Относится к бассейну реки Кудка, притока реки Великой.
Тип озера лещово-уклейный. Массовые виды рыб: лещ, щука, плотва, окунь, уклея, ерш, линь, красноперка, густера, линь, караси золотой и серебряный, налим, язь, карп, вьюн, щиповка; широкопалый рак (единично).
Для озера характерны: илисто-песчаное дно, камни.